# Keylor Navas
Keylor Antonio Navas Gamboa (San Isidro de El General, 15 dicembre 1986) è un calciatore costaricano, portiere dei Pumas UNAM e della nazionale costaricana, della quale è capitano.
Considerato uno dei migliori portieri della sua generazione e ritenuto da alcuni il migliore estremo difensore dell'America centrale, è stato eletto Portiere dell'anno della CONCACAF per tre anni consecutivi, dal 2016 al 2018, e Portiere del decennio della CONCACAF per il periodo 2011-2020 dall'Istituto internazionale di storia e statistica del calcio, oltre che Portiere della stagione agli UEFA Club Football Awards nel 2018, anno in cui è stato inserito nella Squadra della stagione della UEFA Champions League.
Cresciuto nel Saprissa, si è imposto come uno dei migliori estremi difensori in patria. In seguito ha militato nell'Albacete e nel Levante, per poi passare, nel 2014, al Real Madrid, con cui ha conosciuto l'affermazione internazionale, vincendo un campionato spagnolo (2017), una Supercoppa spagnola (2017), tre UEFA Champions League (2016, 2017 e 2018), tre Supercoppe UEFA (2014, 2016 e 2017) e quattro Coppe del mondo per club (2014, 2016, 2017 e 2018). Dal 2019 al 2024, a parte una breve parentesi al Nottingham Forest, ha militato nel Paris Saint-Germain, con cui ha vinto dieci trofei nazionali. 
Con la nazionale costaricana ha disputato due edizioni della CONCACAF Gold Cup e due edizioni del campionato del mondo. È stato nominato miglior portiere della CONCACAF Gold Cup 2009.

## Caratteristiche tecniche
È un portiere energico, conosciuto principalmente per la sua agilità, velocità e atletismo in porta, così come per i suoi riflessi pronti e la sua eccellente capacità di fermare i tiri, che gli permette di compensare la sua relativa mancanza di altezza. È stato elogiato anche dai media per le sue prestazioni decisive nelle partite importanti e per la sua propensione a produrre parate difficili e cruciali per la sua squadra nei momenti chiave. Nel 2017, l'ex portiere Manuel Almunia ha elogiato Navas, descrivendolo come "il prototipo di portiere".
Nel 2020, Navas ha citato il connazionale Lester Morgan come suo idolo.

## Carriera

### Club

#### Gli inizi in Costa Rica e Spagna
Esordisce in patria nel Saprissa, scendendo in campo per la prima volta il 6 novembre 2005 contro il Carmelita. Con il club costaricano vince sei titoli nazionali e una CONCACAF Champions' Cup.
Nel luglio 2010 passa all'Albacete, giocando da titolare e scendendo in campo 36 volte; tuttavia alla fine della stagione la squadra termina il campionato in ultima posizione. Nell'estate 2011 viene ceduto in prestito al Levante, ricoprendo il ruolo di secondo portiere.
Esordisce in campionato il 13 maggio 2012, all'ultima giornata, nella gara vinta per 3-0 contro l'Athletic Bilbao, che ha sancito la prima qualificazione del club in Europa League. Nell'estate 2012 viene riscattato dal club valenciano, firmando un contratto triennale. Nel 2013, dopo il trasferimento del portiere titolare Gustavo Munúa alla Fiorentina, diventa il portiere titolare della squadra.

#### Real Madrid

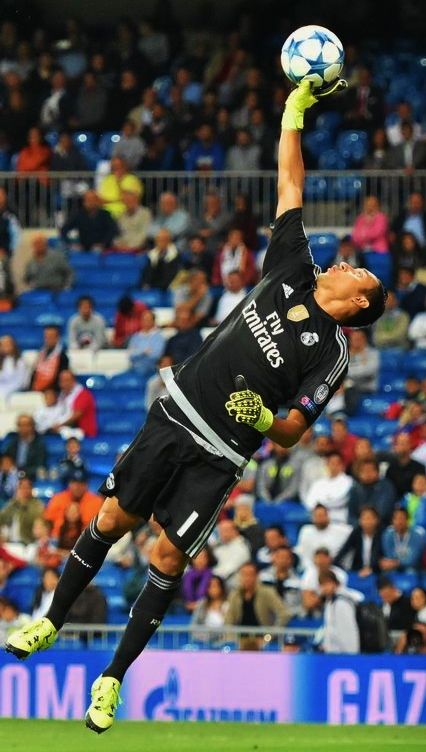
Navas in azione per il nel 2015

Il 3 agosto 2014 firma un contratto di sei anni con il Real Madrid. La stagione 2014-2015 si apre con la conquista della Supercoppa europea, vinta il 12 agosto 2014 battendo 2-0 il Siviglia, vincitore dell'Europa League. Il 20 dicembre conquista il Mondiale per club, battendo 2-0 in finale il San Lorenzo.
Il 28 maggio 2016 vince la sua prima UEFA Champions League, diventando il primo giocatore costaricano a vincere il massimo trofeo europeo. L'anno successivo si aggiudica sia il campionato, che la Champions League. Nel 2018 conquista la terza Champions League della sua carriera, grazie alla vittoria nella finale giocata a Kiev contro il Liverpool.
Nella sua quinta e ultima stagione con i blancos perde la titolarità a favore del giovane belga Thibaut Courtois diventando il portiere di coppa della squadra

#### PSG e prestito al Nottingham Forest
Il 2 settembre 2019 si trasferisce a titolo definitivo al Paris Saint-Germain, sottoscrivendo un contratto di quattro anni. Esordisce con i parigini il 14 settembre seguente, nella vittoria interna per 1-0 contro lo Strasburgo. In stagione vince la Coppa di Francia e la Coppa di Lega francese; nel corso dell'annata 2019-2020 disputa la finale di UEFA Champions League, persa dal PSG contro il Bayern Monaco. Positivo al COVID-19, salta le prime due partite della stagione 2020-2021, nella quale si aggiudica la Supercoppa di Francia, diventando il calciatore della CONCACAF più vincente nelle competizioni calcistiche europee (superato il messicano Rafael Márquez). Nel 2021-2022 mantiene il posto da titolare in squadra malgrado l'arrivo di Gianluigi Donnarumma, neo-campione d'Europa con l'Italia; l'italiano avvicenda il costaricano alla metà di ottobre, a seguito di un infortunio patito da Navas in nazionale.
Il 31 gennaio 2023 passa in prestito secco al Nottingham Forest, fino al termine della stagione. Esordisce nella vittoria per 1-0 contro il Leeds, partita in cui stabilisce il suo quarto clean sheet al quarto esordio in una competizione europea. Il 2 giugno successivo, dopo 17 presenze e la salvezza raggiunta, viene annunciato che il suo prestito non sarebbe stato rinnovato da parte dei Reds, facendo così ritorno ai parigini.
Nella stagione 2023-2024, al termine del prestito, torna al Paris Saint-Germain, pur trovando poco spazio. A fine stagione lascia il club parigino dopo la scadenza del contratto.

#### Newell's Old Boys
Il 21 gennaio 2025 viene ufficialmente annunciato come nuovo giocatore degli argentini del Newell's Old Boys.

##### Pumas UNAM
Nell' estate 2025 si accorda con i Pumas UNAM, squadra della massima serie messicana.

### Nazionale

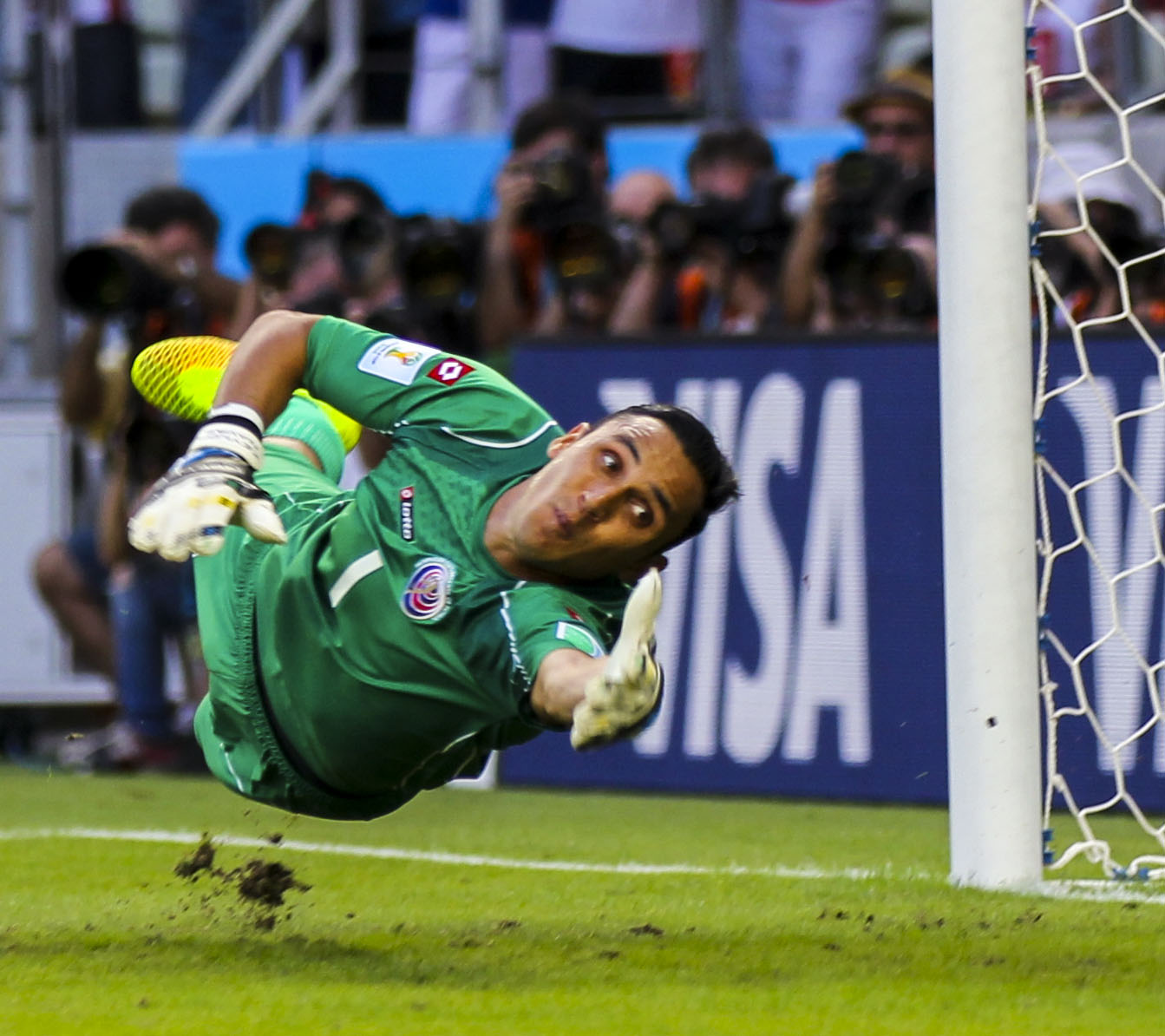
Navas durante il con la

Navas gioca con la selezione under-17 costaricana i Mondiali 2003. Viene convocato in nazionale maggiore nel 2006 per una tournée in Europa, ma non viene mai impiegato. Nel 2008 esordisce in nazionale, con cui prende parte alla CONCACAF Gold Cup 2009, nella quale la nazionale costaricana arriva fino alle semifinali. Con la nazionale maggiore prende parte anche al CONCACAF Gold Cup 2011.
Esordisce nel Mondiale 2014 il 14 giugno contro l'Uruguay, nella gara vinta dalla selezione centroamericana per 3-1. Il 29 giugno, nell'ottavo di finale vinto ai rigori contro la Grecia, viene nominato Man of the Match per aver salvato la porta costaricana numerose volte nei tempi regolamentari e supplementari e per aver parato il rigore decisivo a Theofanīs Gkekas. Nei quarti di finale, persi ai rigori contro i Paesi Bassi, viene nominato per la seconda volta consecutiva Man of the match.
Nel 2016 viene convocato per la Copa América Centenario negli Stati Uniti, ma non può parteciparvi per infortunio e viene sostituito da Danny Carvajal.
Convocato per disputare la fase finale del campionato del mondo 2022, viene schierato titolare in tutte le partite disputate dalla Costa Rica, in cui Navas subisce undici reti in tre gare (infatti, ad eccezione della sorprendente vittoria per 1-0 contro il Giappone, la squadra viene battuta per 7-0 nel match inaugurale dalla Spagna e per 4-2 dalla Germania nell'ultimo incontro, venendo eliminata durante la fase a gironi).
Il 24 maggio 2024, dopo 114 incontri, lascia la nazionale, salvo poi tornare sui propri passi il 23 maggio 2025.

## Statistiche

### Presenze e reti nei club
Statistiche aggiornate al 19 luglio 2024.
| Stagione                   | Squadra                    | Campionato                 | Campionato | Campionato | Coppe nazionali | Coppe nazionali | Coppe nazionali | Coppe continentali | Coppe continentali | Coppe continentali | Altre coppe | Altre coppe | Altre coppe  | Totale | Totale |
| Stagione                   | Squadra                    | Comp                       | Pres       | Reti       | Comp            | Pres            | Reti            | Comp               | Pres               | Reti               | Comp        | Pres        | Reti         | Pres   | Reti   |
| -------------------------- | -------------------------- | -------------------------- | ---------- | ---------- | --------------- | --------------- | --------------- | ------------------ | ------------------ | ------------------ | ----------- | ----------- | ------------ | ------ | ------ |
| 2005-2006                  | Saprissa                   | PD                         | 2          | -          | -               | -               | -               | CCL                | -                  | -                  | -           | -           | -            | 2      | -      |
| 2006-2007                  | Saprissa                   | PD                         | 3          | -          | -               | -               | -               | CCL                | -                  | -                  | -           | -           | -            | 3      | -      |
| 2007-2008                  | Saprissa                   | PD                         | 11+4       | -12 + -2   | -               | -               | -               | -                  | -                  | -                  | -           | -           | -            | 15     | -14    |
| 2008-2009                  | Saprissa                   | PD                         | 21+6       | -17 + -7   | -               | -               | -               | CCL                | 5                  | -7                 | -           | -           | -            | 32     | -31    |
| 2009-2010                  | Saprissa                   | PD                         | 23+4       | -18 + -2   | -               | -               | -               | CCL                | 4                  | -5                 | -           | -           | -            | 31     | -25    |
| Totale Saprissa            | Totale Saprissa            | Totale Saprissa            | 74         | -58        |                 | -               | -               |                    | 9                  | -12                |             | -           | -            | 83     | -70    |
| 2010-2011                  | Albacete                   | SD                         | 36         | -49        | CR              | 0               | 0               | -                  | -                  | -                  | -           | -           | -            | 36     | -49    |
| 2011-2012                  | Levante                    | PD                         | 1          | 0          | CR              | 5               | -9              | -                  | -                  | -                  | -           | -           | -            | 6      | -9     |
| 2012-2013                  | Levante                    | PD                         | 9          | -10        | CR              | 4               | -5              | UEL                | 12                 | -7                 | -           | -           | -            | 25     | -22    |
| 2013-2014                  | Levante                    | PD                         | 37         | -39        | CR              | 2               | -1              | -                  | -                  | -                  | -           | -           | -            | 39     | -40    |
| Totale Levante             | Totale Levante             | Totale Levante             | 47         | -49        |                 | 11              | -15             |                    | 12                 | -7                 |             | -           | -            | 70     | -71    |
| 2014-2015                  | Real Madrid                | PD                         | 6          | -3         | CR              | 3               | -5              | UCL                | 2                  | 0                  | SU+SS+Cmc   | 0           | 0            | 11     | -8     |
| 2015-2016                  | Real Madrid                | PD                         | 34         | -28        | CR              | 0               | 0               | UCL                | 11                 | -3                 | -           | -           | -            | 45     | -31    |
| 2016-2017                  | Real Madrid                | PD                         | 27         | -31        | CR              | 0               | 0               | UCL                | 12                 | -17                | SU+Cmc      | 0+2         | -2           | 41     | -50    |
| 2017-2018                  | Real Madrid                | PD                         | 27         | -31        | CR              | 1               | -2              | UCL                | 11                 | -13                | SU+SS+Cmc   | 1+2+2       | -1 + -1 + -1 | 44     | -49    |
| 2018-2019                  | Real Madrid                | PD                         | 10         | -8         | CR              | 7               | -7              | UCL                | 3                  | -2                 | SU+Cmc      | 1+0         | -4           | 21     | -21    |
| Totale Real Madrid         | Totale Real Madrid         | Totale Real Madrid         | 104        | -101       |                 | 11              | -14             |                    | 39                 | -35                |             | 8           | -9           | 162    | -159   |
| 2019-2020                  | Paris Saint-Germain        | L1                         | 21         | -18        | CF+CdL          | 3+2             | -2 + 0          | UCL                | 9                  | -6                 | SF          | -           | -            | 35     | -26    |
| 2020-2021                  | Paris Saint-Germain        | L1                         | 29         | -18        | CF              | 3               | -2              | UCL                | 12                 | -15                | SF          | 1           | -1           | 45     | -35    |
| 2021-2022                  | Paris Saint-Germain        | L1                         | 21         | -18        | CF              | 1               | 0               | UCL                | 3                  | -5                 | SF          | 1           | -1           | 26     | -24    |
| 2022-gen. 2023             | Paris Saint-Germain        | L1                         | 0          | 0          | CF              | 2               | -1              | UCL                | 0                  | 0                  | SF          | 0           | 0            | 2      | -1     |
| gen.-giu. 2023             | Nottingham Forest          | PL                         | 17         | -32        | FACup+CdL       | -               | -               | -                  | -                  | -                  | -           | -           | -            | 17     | -32    |
| 2023-2024                  | Paris Saint-Germain        | L1                         | 4          | -6         | CF              | 2               | -1              | UCL                | 0                  | 0                  | SF          | 0           | 0            | 6      | -7     |
| Totale Paris Saint-Germain | Totale Paris Saint-Germain | Totale Paris Saint-Germain | 75         | -60        |                 | 13              | -5              |                    | 24                 | -26                |             | 2           | -2           | 114    | -93    |
| Totale carriera            | Totale carriera            | Totale carriera            | 353        | -349       |                 | 35              | -34             |                    | 84                 | -80                |             | 10          | -11          | 482    | -474   |

### Cronologia presenze e reti in nazionale
| Cronologia completa delle presenze e delle reti in nazionale ― Costa Rica | Cronologia completa delle presenze e delle reti in nazionale ― Costa Rica | Cronologia completa delle presenze e delle reti in nazionale ― Costa Rica | Cronologia completa delle presenze e delle reti in nazionale ― Costa Rica | Cronologia completa delle presenze e delle reti in nazionale ― Costa Rica | Cronologia completa delle presenze e delle reti in nazionale ― Costa Rica | Cronologia completa delle presenze e delle reti in nazionale ― Costa Rica | Cronologia completa delle presenze e delle reti in nazionale ― Costa Rica |
| Data                                                                      | Città                                                                     | In casa                                                                   | Risultato                                                                 | Ospiti                                                                    | Competizione                                                              | Reti                                                                      | Note                                                                      |
| ------------------------------------------------------------------------- | ------------------------------------------------------------------------- | ------------------------------------------------------------------------- | ------------------------------------------------------------------------- | ------------------------------------------------------------------------- | ------------------------------------------------------------------------- | ------------------------------------------------------------------------- | ------------------------------------------------------------------------- |
| 11-10-2008                                                                | Paramaribo                                                                | Suriname                                                                  | 1 – 4                                                                     | Costa Rica                                                                | Qual. Mondiali 2010                                                       | -1                                                                        |                                                                           |
| 15-10-2008                                                                | Tibás                                                                     | Costa Rica                                                                | 2 – 0                                                                     | Haiti                                                                     | Qual. Mondiali 2010                                                       | -                                                                         |                                                                           |
| 23-1-2009                                                                 | Tegucigalpa                                                               | Costa Rica                                                                | 3 – 0                                                                     | Panama                                                                    | Coppa delle nazioni UNCAF 2009 - 1º turno                                 | -                                                                         |                                                                           |
| 30-1-2009                                                                 | Tegucigalpa                                                               | Costa Rica                                                                | 1 – 0                                                                     | El Salvador                                                               | Coppa delle nazioni UNCAF 2009 - Semifinale                               | -                                                                         |                                                                           |
| 1-4-2009                                                                  | Tibás                                                                     | Costa Rica                                                                | 1 – 0                                                                     | El Salvador                                                               | Qual. Mondiali 2010                                                       | -                                                                         |                                                                           |
| 3-6-2009                                                                  | Tibás                                                                     | Costa Rica                                                                | 3 – 1                                                                     | Stati Uniti                                                               | Qual. Mondiali 2010                                                       | -1                                                                        |                                                                           |
| 6-6-2009                                                                  | Bacolet                                                                   | Trinidad e Tobago                                                         | 2 – 3                                                                     | Costa Rica                                                                | Qual. Mondiali 2010                                                       | -2                                                                        |                                                                           |
| 3-7-2009                                                                  | Carson                                                                    | Costa Rica                                                                | 1 – 2                                                                     | El Salvador                                                               | Gold Cup 2009 - 1º turno                                                  | -2                                                                        |                                                                           |
| 3-7-2009                                                                  | Arlington                                                                 | Guadalupa                                                                 | 1 – 5                                                                     | Costa Rica                                                                | Gold Cup 2009 - 1º turno                                                  | -1                                                                        |                                                                           |
| 23-7-2009                                                                 | Chicago                                                                   | Costa Rica                                                                | 1 – 1 dts (3 – 5 dtr)                                                     | Messico                                                                   | Gold Cup 2009 - Semifinale                                                | -1                                                                        |                                                                           |
| 12-8-2009                                                                 | San Pedro Sula                                                            | Honduras                                                                  | 4 – 0                                                                     | Costa Rica                                                                | Qual. Mondiali 2010                                                       | -                                                                         | 23’                                                                       |
| 5-9-2009                                                                  | Tibás                                                                     | Costa Rica                                                                | 0 – 3                                                                     | Messico                                                                   | Qual. Mondiali 2010                                                       | -3                                                                        |                                                                           |
| 10-10-2009                                                                | Tibás                                                                     | Costa Rica                                                                | 4 – 0                                                                     | Trinidad e Tobago                                                         | Qual. Mondiali 2010                                                       | -                                                                         |                                                                           |
| 14-10-2009                                                                | Washington                                                                | Stati Uniti                                                               | 2 – 2                                                                     | Costa Rica                                                                | Qual. Mondiali 2010                                                       | -2                                                                        |                                                                           |
| 14-11-2009                                                                | Tibás                                                                     | Costa Rica                                                                | 0 – 1                                                                     | Uruguay                                                                   | Qual. Mondiali 2010                                                       | -1                                                                        |                                                                           |
| 18-11-2009                                                                | Montevideo                                                                | Uruguay                                                                   | 1 – 1                                                                     | Costa Rica                                                                | Qual. Mondiali 2010                                                       | -1                                                                        |                                                                           |
| 26-1-2010                                                                 | San Juan                                                                  | Argentina                                                                 | 3 – 2                                                                     | Costa Rica                                                                | Amichevole                                                                | -3                                                                        |                                                                           |
| 26-5-2010                                                                 | Lens                                                                      | Francia                                                                   | 2 – 1                                                                     | Costa Rica                                                                | Amichevole                                                                | -2                                                                        |                                                                           |
| 1-6-2010                                                                  | Sion                                                                      | Svizzera                                                                  | 0 – 1                                                                     | Costa Rica                                                                | Amichevole                                                                | -                                                                         |                                                                           |
| 5-6-2010                                                                  | Bratislava                                                                | Slovacchia                                                                | 3 – 0                                                                     | Costa Rica                                                                | Amichevole                                                                | -3                                                                        |                                                                           |
| 17-11-2010                                                                | Fort Lauderdale                                                           | Giamaica                                                                  | 0 – 0                                                                     | Costa Rica                                                                | Amichevole                                                                | -                                                                         |                                                                           |
| 9-2-2011                                                                  | Puerto La Cruz                                                            | Venezuela                                                                 | 2 – 2                                                                     | Costa Rica                                                                | Amichevole                                                                | -2                                                                        |                                                                           |
| 29-3-2011                                                                 | San José                                                                  | Costa Rica                                                                | 0 – 0                                                                     | Argentina                                                                 | Amichevole                                                                | -                                                                         |                                                                           |
| 5-6-2011                                                                  | Arlington                                                                 | Costa Rica                                                                | 5 – 0                                                                     | Cuba                                                                      | Gold Cup 2011 - 1º turno                                                  | -                                                                         |                                                                           |
| 9-6-2011                                                                  | Charlotte                                                                 | Costa Rica                                                                | 1 – 1                                                                     | El Salvador                                                               | Gold Cup 2011 - 1º turno                                                  | -1                                                                        |                                                                           |
| 12-6-2011                                                                 | Chicago                                                                   | Messico                                                                   | 4 – 1                                                                     | Costa Rica                                                                | Gold Cup 2011 - 1º turno                                                  | -4                                                                        |                                                                           |
| 18-6-2011                                                                 | East Rutherford                                                           | Costa Rica                                                                | 1 – 1 dts (2 – 4 dtr)                                                     | Honduras                                                                  | Gold Cup 2011 - Quarti di finale                                          | -1                                                                        |                                                                           |
| 2-9-2011                                                                  | Carson                                                                    | Stati Uniti                                                               | 0 – 1                                                                     | Costa Rica                                                                | Amichevole                                                                | -                                                                         |                                                                           |
| 6-9-2011                                                                  | Quito                                                                     | Ecuador                                                                   | 4 – 0                                                                     | Costa Rica                                                                | Amichevole                                                                | -4                                                                        |                                                                           |
| 7-10-2011                                                                 | San José                                                                  | Costa Rica                                                                | 0 – 1                                                                     | Brasile                                                                   | Amichevole                                                                | -1                                                                        |                                                                           |
| 11-11-2011                                                                | Panama                                                                    | Panama                                                                    | 2 – 0                                                                     | Costa Rica                                                                | Amichevole                                                                | -2                                                                        |                                                                           |
| 15-11-2011                                                                | San José                                                                  | Costa Rica                                                                | 2 – 2                                                                     | Spagna                                                                    | Amichevole                                                                | -2                                                                        |                                                                           |
| 29-2-2012                                                                 | Cardiff                                                                   | Galles                                                                    | 0 – 1                                                                     | Costa Rica                                                                | Amichevole                                                                | -                                                                         |                                                                           |
| 25-5-2012                                                                 | San José                                                                  | Costa Rica                                                                | 3 – 2                                                                     | Guatemala                                                                 | Amichevole                                                                | -2                                                                        |                                                                           |
| 1-6-2012                                                                  | Città del Guatemala                                                       | Guatemala                                                                 | 1 – 0                                                                     | Costa Rica                                                                | Amichevole                                                                | -1                                                                        | cap. 89’                                                                  |
| 8-6-2012                                                                  | San José                                                                  | Costa Rica                                                                | 2 – 2                                                                     | El Salvador                                                               | Qual. Mondiali 2014                                                       | -2                                                                        |                                                                           |
| 12-6-2012                                                                 | Georgetown                                                                | Guyana                                                                    | 0 – 4                                                                     | Costa Rica                                                                | Qual. Mondiali 2014                                                       | -                                                                         |                                                                           |
| 15-8-2012                                                                 | San José                                                                  | Costa Rica                                                                | 0 – 1                                                                     | Perù                                                                      | Amichevole                                                                | -1                                                                        |                                                                           |
| 7-9-2012                                                                  | San José                                                                  | Costa Rica                                                                | 0 – 2                                                                     | Messico                                                                   | Qual. Mondiali 2014                                                       | -2                                                                        | cap.                                                                      |
| 11-9-2012                                                                 | Città del Messico                                                         | Messico                                                                   | 1 – 0                                                                     | Costa Rica                                                                | Qual. Mondiali 2014                                                       | -1                                                                        |                                                                           |
| 12-10-2012                                                                | San Salvador                                                              | El Salvador                                                               | 0 – 1                                                                     | Costa Rica                                                                | Qual. Mondiali 2014                                                       | -                                                                         |                                                                           |
| 16-10-2012                                                                | San José                                                                  | Costa Rica                                                                | 7 – 0                                                                     | Guyana                                                                    | Qual. Mondiali 2014                                                       | -                                                                         | cap.                                                                      |
| 22-3-2013                                                                 | Commerce City                                                             | Stati Uniti                                                               | 1 – 0                                                                     | Costa Rica                                                                | Qual. Mondiali 2014                                                       | -1                                                                        |                                                                           |
| 26-3-2013                                                                 | San José                                                                  | Costa Rica                                                                | 2 – 0                                                                     | Giamaica                                                                  | Qual. Mondiali 2014                                                       | -                                                                         |                                                                           |
| 7-6-2013                                                                  | San José                                                                  | Costa Rica                                                                | 1 – 0                                                                     | Honduras                                                                  | Qual. Mondiali 2014                                                       | -                                                                         | 67’                                                                       |
| 11-6-2013                                                                 | Città del Messico                                                         | Messico                                                                   | 0 – 0                                                                     | Costa Rica                                                                | Qual. Mondiali 2014                                                       | -                                                                         |                                                                           |
| 18-6-2013                                                                 | San José                                                                  | Costa Rica                                                                | 2 – 0                                                                     | Panama                                                                    | Qual. Mondiali 2014                                                       | -                                                                         |                                                                           |
| 6-9-2013                                                                  | San José                                                                  | Costa Rica                                                                | 3 – 1                                                                     | Stati Uniti                                                               | Qual. Mondiali 2014                                                       | -1                                                                        | 41’                                                                       |
| 11-10-2013                                                                | San Pedro Sula                                                            | Honduras                                                                  | 1 – 0                                                                     | Costa Rica                                                                | Qual. Mondiali 2014                                                       | -1                                                                        |                                                                           |
| 15-10-2013                                                                | San José                                                                  | Costa Rica                                                                | 2 – 1                                                                     | Messico                                                                   | Qual. Mondiali 2014                                                       | -1                                                                        | 92’                                                                       |
| 5-3-2014                                                                  | San José                                                                  | Costa Rica                                                                | 2 – 1                                                                     | Paraguay                                                                  | Amichevole                                                                | -1                                                                        |                                                                           |
| 2-6-2014                                                                  | Tampa                                                                     | Costa Rica                                                                | 1 – 3                                                                     | Giappone                                                                  | Amichevole                                                                | -3                                                                        |                                                                           |
| 6-6-2014                                                                  | Chester                                                                   | Costa Rica                                                                | 1 – 1                                                                     | Irlanda                                                                   | Amichevole                                                                | -1                                                                        | 46’                                                                       |
| 12-6-2014                                                                 | Fortaleza                                                                 | Uruguay                                                                   | 1 – 3                                                                     | Costa Rica                                                                | Mondiali 2014 - 1º turno                                                  | -1                                                                        |                                                                           |
| 20-6-2014                                                                 | Recife                                                                    | Italia                                                                    | 0 – 1                                                                     | Costa Rica                                                                | Mondiali 2014 - 1º turno                                                  | -                                                                         |                                                                           |
| 24-6-2014                                                                 | Recife                                                                    | Costa Rica                                                                | 0 – 0                                                                     | Inghilterra                                                               | Mondiali 2014 - 1º turno                                                  | -                                                                         |                                                                           |
| 29-6-2014                                                                 | Recife                                                                    | Costa Rica                                                                | 1 – 1 dts (5 – 3 dtr)                                                     | Grecia                                                                    | Mondiali 2014 - Ottavi di finale                                          | -1                                                                        | 90’                                                                       |
| 5-7-2014                                                                  | Salvador                                                                  | Paesi Bassi                                                               | 0 – 0 dts (4 – 3 dtr)                                                     | Costa Rica                                                                | Mondiali 2014 - Quarti di finale                                          | -                                                                         |                                                                           |
| 14-10-2014                                                                | Seul                                                                      | Corea del Sud                                                             | 1 – 3                                                                     | Costa Rica                                                                | Amichevole                                                                | -1                                                                        |                                                                           |
| 13-11-2014                                                                | Montevideo                                                                | Uruguay                                                                   | 3 – 3                                                                     | Costa Rica                                                                | Amichevole                                                                | -3                                                                        |                                                                           |
| 26-3-2015                                                                 | San José                                                                  | Costa Rica                                                                | 0 – 0                                                                     | Paraguay                                                                  | Amichevole                                                                | -                                                                         |                                                                           |
| 11-6-2015                                                                 | León                                                                      | Spagna                                                                    | 2 – 1                                                                     | Costa Rica                                                                | Amichevole                                                                | -2                                                                        |                                                                           |
| 8-10-2015                                                                 | Liberia                                                                   | Costa Rica                                                                | 0 – 1                                                                     | Sudafrica                                                                 | Amichevole                                                                | -1                                                                        |                                                                           |
| 13-10-2015                                                                | Harrison                                                                  | Stati Uniti                                                               | 0 – 1                                                                     | Costa Rica                                                                | Amichevole                                                                | -                                                                         |                                                                           |
| 25-3-2016                                                                 | Kingston                                                                  | Giamaica                                                                  | 1 – 1                                                                     | Costa Rica                                                                | Qual. Mondiali 2018                                                       | -1                                                                        |                                                                           |
| 29-3-2016                                                                 | San José                                                                  | Costa Rica                                                                | 3 – 0                                                                     | Giamaica                                                                  | Qual. Mondiali 2018                                                       | -                                                                         |                                                                           |
| 9-10-2016                                                                 | Krasnodar                                                                 | Russia                                                                    | 3 – 4                                                                     | Costa Rica                                                                | Amichevole                                                                | -3                                                                        |                                                                           |
| 11-11-2016                                                                | Port of Spain                                                             | Trinidad e Tobago                                                         | 0 – 2                                                                     | Costa Rica                                                                | Qual. Mondiali 2018                                                       | -                                                                         |                                                                           |
| 15-11-2016                                                                | San José                                                                  | Costa Rica                                                                | 4 – 0                                                                     | Stati Uniti                                                               | Qual. Mondiali 2018                                                       | -                                                                         |                                                                           |
| 24-3-2017                                                                 | Città del Messico                                                         | Messico                                                                   | 2 – 0                                                                     | Costa Rica                                                                | Qual. Mondiali 2018                                                       | -2                                                                        |                                                                           |
| 27-3-2017                                                                 | San Pedro Sula                                                            | Honduras                                                                  | 1 – 1                                                                     | Costa Rica                                                                | Qual. Mondiali 2018                                                       | -1                                                                        |                                                                           |
| 8-6-2017                                                                  | San José                                                                  | Costa Rica                                                                | 0 – 0                                                                     | Panama                                                                    | Qual. Mondiali 2018                                                       | -                                                                         |                                                                           |
| 13-6-2017                                                                 | San José                                                                  | Costa Rica                                                                | 2 – 1                                                                     | Trinidad e Tobago                                                         | Qual. Mondiali 2018                                                       | -1                                                                        |                                                                           |
| 1-9-2017                                                                  | Harrison                                                                  | Stati Uniti                                                               | 0 – 2                                                                     | Costa Rica                                                                | Qual. Mondiali 2018                                                       | -                                                                         |                                                                           |
| 5-9-2017                                                                  | San José                                                                  | Costa Rica                                                                | 1 – 1                                                                     | Messico                                                                   | Qual. Mondiali 2018                                                       | -1                                                                        |                                                                           |
| 6-10-2017                                                                 | San José                                                                  | Costa Rica                                                                | 1 – 1                                                                     | Honduras                                                                  | Qual. Mondiali 2018                                                       | -1                                                                        |                                                                           |
| 23-3-2018                                                                 | Glasgow                                                                   | Scozia                                                                    | 0 – 1                                                                     | Costa Rica                                                                | Amichevole                                                                | -                                                                         |                                                                           |
| 27-3-2018                                                                 | Nizza                                                                     | Tunisia                                                                   | 1 – 0                                                                     | Costa Rica                                                                | Amichevole                                                                | -1                                                                        |                                                                           |
| 3-6-2018                                                                  | San José                                                                  | Costa Rica                                                                | 3 – 0                                                                     | Irlanda del Nord                                                          | Amichevole                                                                | -                                                                         | 34’                                                                       |
| 7-6-2018                                                                  | Leeds                                                                     | Inghilterra                                                               | 2 – 0                                                                     | Costa Rica                                                                | Amichevole                                                                | -2                                                                        |                                                                           |
| 11-6-2018                                                                 | Bruxelles                                                                 | Belgio                                                                    | 4 – 1                                                                     | Costa Rica                                                                | Amichevole                                                                | -4                                                                        |                                                                           |
| 17-6-2018                                                                 | Samara                                                                    | Costa Rica                                                                | 0 – 1                                                                     | Serbia                                                                    | Mondiali 2018 - 1º turno                                                  | -1                                                                        |                                                                           |
| 22-6-2018                                                                 | San Pietroburgo                                                           | Brasile                                                                   | 2 – 0                                                                     | Costa Rica                                                                | Mondiali 2018 - 1º turno                                                  | -2                                                                        |                                                                           |
| 27-6-2018                                                                 | Nižnij Novgorod                                                           | Svizzera                                                                  | 2 – 2                                                                     | Costa Rica                                                                | Mondiali 2018 - 1º turno                                                  | -2                                                                        |                                                                           |
| 12-10-2018                                                                | San Nicolás de los Garza                                                  | Messico                                                                   | 3 – 2                                                                     | Costa Rica                                                                | Amichevole                                                                | -3                                                                        |                                                                           |
| 17-10-2018                                                                | Harrison                                                                  | Colombia                                                                  | 3 – 1                                                                     | Costa Rica                                                                | Amichevole                                                                | -3                                                                        |                                                                           |
| 23-3-2019                                                                 | Città del Guatemala                                                       | Guatemala                                                                 | 1 – 0                                                                     | Costa Rica                                                                | Amichevole                                                                | -1                                                                        | cap.                                                                      |
| 27-3-2019                                                                 | San José                                                                  | Costa Rica                                                                | 1 – 0                                                                     | Giamaica                                                                  | Amichevole                                                                | -                                                                         |                                                                           |
| 7-9-2019                                                                  | San José                                                                  | Costa Rica                                                                | 1 – 2                                                                     | Uruguay                                                                   | Amichevole                                                                | -2                                                                        |                                                                           |
| 10-10-2019                                                                | Nassau                                                                    | Haiti                                                                     | 1 – 1                                                                     | Costa Rica                                                                | CONCACAF Nations League 2019-2020 - 2º turno                              | -1                                                                        | cap.                                                                      |
| 14-10-2019                                                                | Alajuela                                                                  | Costa Rica                                                                | 0 – 0                                                                     | Curaçao                                                                   | CONCACAF Nations League 2019-2020 - 2º turno                              | -                                                                         | cap.                                                                      |
| 13-11-2020                                                                | Hartberg                                                                  | Qatar                                                                     | 1 – 1                                                                     | Costa Rica                                                                | Amichevole                                                                | -1                                                                        | cap.                                                                      |
| 30-3-2021                                                                 | Wiener Neustadt                                                           | Costa Rica                                                                | 0 – 1                                                                     | Messico                                                                   | Amichevole                                                                | -1                                                                        |                                                                           |
| 2-9-2021                                                                  | Panama                                                                    | Panama                                                                    | 0 – 0                                                                     | Costa Rica                                                                | Qual. Mondiali 2022                                                       | -                                                                         |                                                                           |
| 5-9-2021                                                                  | San José                                                                  | Costa Rica                                                                | 0 – 1                                                                     | Messico                                                                   | Qual. Mondiali 2022                                                       | -1                                                                        |                                                                           |
| 8-9-2021                                                                  | San José                                                                  | Costa Rica                                                                | 1 – 1                                                                     | Giamaica                                                                  | Qual. Mondiali 2022                                                       | -1                                                                        |                                                                           |
| 7-10-2021                                                                 | San Pedro Sula                                                            | Honduras                                                                  | 0 – 0                                                                     | Costa Rica                                                                | Qual. Mondiali 2022                                                       | -                                                                         |                                                                           |
| 10-10-2021                                                                | San José                                                                  | Costa Rica                                                                | 2 – 1                                                                     | El Salvador                                                               | Qual. Mondiali 2022                                                       | -1                                                                        |                                                                           |
| 13-10-2021                                                                | Columbus                                                                  | Stati Uniti                                                               | 2 – 1                                                                     | Costa Rica                                                                | Qual. Mondiali 2022                                                       | -1                                                                        | 46’                                                                       |
| 16-11-2021                                                                | San José                                                                  | Costa Rica                                                                | 2 – 1                                                                     | Honduras                                                                  | Qual. Mondiali 2022                                                       | -1                                                                        | cap.                                                                      |
| 27-1-2022                                                                 | San José                                                                  | Costa Rica                                                                | 1 – 0                                                                     | Panama                                                                    | Qual. Mondiali 2022                                                       | -                                                                         | cap.                                                                      |
| 30-1-2022                                                                 | Città del Messico                                                         | Messico                                                                   | 0 – 0                                                                     | Costa Rica                                                                | Qual. Mondiali 2022                                                       | -                                                                         | cap.                                                                      |
| 2-2-2022                                                                  | Kingston                                                                  | Giamaica                                                                  | 0 – 1                                                                     | Costa Rica                                                                | Qual. Mondiali 2022                                                       | -                                                                         | cap.                                                                      |
| 24-3-2022                                                                 | San José                                                                  | Costa Rica                                                                | 1 – 0                                                                     | Canada                                                                    | Qual. Mondiali 2022                                                       | -                                                                         | Cap.                                                                      |
| 27-3-2022                                                                 | San Salvador                                                              | El Salvador                                                               | 1 – 2                                                                     | Costa Rica                                                                | Qual. Mondiali 2022                                                       | -1                                                                        | Cap.                                                                      |
| 30-3-2022                                                                 | San José                                                                  | Costa Rica                                                                | 2 – 0                                                                     | Stati Uniti                                                               | Qual. Mondiali 2022                                                       | -                                                                         | cap. 79’                                                                  |
| 14-6-2022                                                                 | Ar Rayyan                                                                 | Costa Rica                                                                | 1 – 0                                                                     | Nuova Zelanda                                                             | Qual. Mondiali 2022                                                       | -                                                                         | cap.                                                                      |
| 23-11-2022                                                                | Doha                                                                      | Spagna                                                                    | 7 – 0                                                                     | Costa Rica                                                                | Mondiali 2022 - 1º turno                                                  | -7                                                                        | cap.                                                                      |
| 27-11-2022                                                                | Al Rayyan                                                                 | Giappone                                                                  | 0 – 1                                                                     | Costa Rica                                                                | Mondiali 2022 - 1º turno                                                  | -                                                                         | cap.                                                                      |
| 1-12-2022                                                                 | Doha                                                                      | Costa Rica                                                                | 2 – 4                                                                     | Germania                                                                  | Mondiali 2022 - 1º turno                                                  | -4                                                                        | cap.                                                                      |
| 8-9-2023                                                                  | Newcastle upon Tyne                                                       | Arabia Saudita                                                            | 1 – 3                                                                     | Costa Rica                                                                | Amichevole                                                                | -1                                                                        |                                                                           |
| 12-9-2023                                                                 | Zagabria                                                                  | Costa Rica                                                                | 1 – 4                                                                     | Emirati Arabi Uniti                                                       | Amichevole                                                                | -4                                                                        | cap.                                                                      |
| 23-3-2024                                                                 | Frisco                                                                    | Costa Rica                                                                | 3 – 1                                                                     | Honduras                                                                  | CONCACAF Nations League 2023-2024 - Play-off                              | -1                                                                        | cap.                                                                      |
| 26-3-2024                                                                 | Los Angeles                                                               | Argentina                                                                 | 3 – 1                                                                     | Costa Rica                                                                | Amichevole                                                                | -3                                                                        | cap.                                                                      |
| 7-6-2025                                                                  | Bridgetown                                                                | Bahamas                                                                   | 0 – 8                                                                     | Costa Rica                                                                | Qual. Mondiali 2026                                                       | -                                                                         | cap.                                                                      |
| 10-6-2025                                                                 | San José                                                                  | Costa Rica                                                                | 2 – 1                                                                     | Trinidad e Tobago                                                         | Qual. Mondiali 2026                                                       | -1                                                                        | cap.                                                                      |
| 15-6-2025                                                                 | San Diego                                                                 | Costa Rica                                                                | 4 – 3                                                                     | Suriname                                                                  | Gold Cup 2025 - 1° turno                                                  | -3                                                                        | cap.                                                                      |
| 18-6-2025                                                                 | Arlington                                                                 | Costa Rica                                                                | 2 – 1                                                                     | Rep. Dominicana                                                           | Gold Cup 2025 - 1 turno                                                   | -1                                                                        | cap.                                                                      |
| 22-6-2025                                                                 | Paradise                                                                  | Messico                                                                   | 0 – 0                                                                     | Costa Rica                                                                | Gold Cup 2025 - 1° turno                                                  | -                                                                         | cap.                                                                      |
| 29-6-2025                                                                 | Minneapolis                                                               | Stati Uniti                                                               | 2 – 2 (4 – 3 dtr)                                                         | Costa Rica                                                                | Gold Cup 2025 - Quarti di finale                                          | -2                                                                        | cap.                                                                      |
| Totale                                                                    |                                                                           | Presenze (6º posto)                                                       | 120                                                                       |                                                                           | Reti                                                                      | -134                                                                      |                                                                           |

## Palmarès

### Club

#### Competizioni nazionali
- Campionato costaricano: 6

Saprissa: 2005-2006, 2006-2007, Invierno 2007, Verano 2008, Invierno 2008, Verano 2010
- Campionato spagnolo: 1

Real Madrid: 2016-2017
- Supercoppa di Spagna: 1

Real Madrid: 2017
- Campionato francese: 3

Paris Saint-Germain: 2019-2020, 2021-2022, 2023-2024
- Coppa di Francia: 3

Paris Saint-Germain: 2019-2020, 2020-2021, 2023-2024
- Coppa di Lega francese: 1

Paris Saint-Germain: 2019-2020
- Supercoppa francese: 3

Paris Saint-Germain: 2020, 2022, 2023

#### Competizioni internazionali
- CONCACAF Champions League: 1

Saprissa: 2005
- UEFA Champions League: 3

Real Madrid: 2015-2016, 2016-2017, 2017-2018
- Supercoppa UEFA: 3

Real Madrid: 2014, 2016, 2017
- Coppa del mondo per club: 4

Real Madrid: 2014, 2016, 2017, 2018

### Nazionale
- Coppa centroamericana: 4

Costa Rica: Guatemala 2005, El Salvador 2007, Costa Rica 2013, Stati Uniti 2014

### Individuale
- Miglior portiere della Liga spagnola: 1

2013-2014
- ESM Team of the Year: 1

2015-2016
- Squadra della stagione della UEFA Champions League: 1

2017-2018
- UEFA Club Football Awards: 1

Miglior portiere: 2018
- Calciatore CONCACAF del decennio 2011-2020 IFFHS: 1

2020
- Squadra maschile CONCACAF del decennio 2011-2020 IFFHS: 1

2020
- Trophées UNFP du football: 2

Miglior portiere della Ligue 1: 2021
Squadra ideale della Ligue 1: 2021